# Juliane Elisabeth von Uffeln
Juliane Elisabeth von Uffeln, gift von Wallenstein (1618 – 1692) var en dansk hofdame. 
Hun ægtede hofmester Gottfried von Wallenstein. 
Hun var knyttet til hoffet som hofdame, og overhofmesterinde hos landgrevinde Hedvig Sophie af Brandenburg 1667-69, og dronning Charlotte Amalie 1677-92. 